# Luís da Silveira, 1.º Conde de Sortelha
D. Luís da Silveira (c. 1481 - 1533), 1.º conde da Sortelha, foi um militar, diplomata e poeta português do século XVI. A sua estátua em Góis constitui importante exemplo de escultura renascentista em Portugal.

## Biografia
Era filho de Nuno Martins da Silveira, 15º senhor de Góis e de sua mulher D. Maria de Vilhena, da casa dos senhores de Unhão.
Foi educado na corte e poeta distinto, encontrando-se muitos dos seus textos publicados no famoso cancioneiro, de Garcia de Resende. São particularmente notados os seus versos epigramáticos dirigidos a cortesãos, geralmente por motivos fúteis, por exemplo por usarem mangas demasiado estreitas, ou esporas excessivamente largas, etc.
Em 1507 acompanhou D. João de Meneses na sua expedição contra Azamor, e voltou a acompanhá-lo no socorro à praça sitiada de Arzila. Distinguiu-se também na tomada de Azamor pelo duque de Bragança, D. Jaime.
Regressando ao reino, tornou-se amigo íntimo do príncipe D. João (o futuro D. João III), sendo em 11 de novembro de 1511 nomeado seu guarda-mor. A influência que sobre o príncipe tinha D. Luís da Silveira era enorme, a ponto de ter logrado obter dele a promessa do o fazer conde de Penamacor, quando fosse rei. Porém, antes que isso acontecesse, foi entretanto acusado de incitar o príncipe à desobediência contra o seu pai, e por esse motivo seria obrigado a sair da corte de D. Manuel I.
Em 1514 casou com D. Beatriz de Noronha, filha do marechal D. Fernando Coutinho.
Quando D. Manuel I faleceu no final de 1521, foi de novo chamado à corte e nomeado guarda-mor de D. João III, ou seja, o mesmo cargo que já anteriormente exercera.
Em 1522 foi encarregado de ir negociar com o imperador Carlos V o casamento deste soberano com a infanta D. Isabel de Portugal. Seu pai, Nuno Martins da Silveira, senhor de Góis, muito o advertiu no sentido de ele não aceitar a missão, pois "fazia temeridade em se afastar de el-rei (...) se havia maldição para os que se fiam em príncipe, que seria para os que se ausentassem e de longe se fiassem da sua graça?".
Na verdade, a advertência paterna revelou-se correta: a nomeação causou ressentimento em círculos influentes da corte, invejosos do valimento de que gozava D. Luís da Silveira junto do soberano. Esses círculos logo aproveitaram a ausência do futuro conde da Sortelha para contra ele intrigarem. Silveira ganhou, na sua embaixada, a amizade de Carlos V, mas perdeu o favor de que anteriormente usufruira junto de D. João III. Procedeu nessa missão diplomática com alguma bizarria e sempre rodeado de grande fausto,ou seja, adotando um estilo de comportamento que deu azo e facilitação às intrigas contra ele movidas por seus inimigos na corte.
Quando regressou a Portugal, e foi a Évora apresentar-se ao soberano, foi acolhido com bastante frieza; e as cartas elogiosas que Carlos V haveria de dirigir, a seu respeito, ao monarca luso, acabariam por o prejudicar. D. Luís da Silveira, ao aperceber-se de que já perdera o seu favor na corte, pediu licença para se retirar para as propriedades que possuía em Góis; D. João III concedeu-lhe a licença pedida, e ao mesmo tempo, para não contrariar frontalmente os desejos de seu cunhado Carlos V, deu a Luís da Silveira o título de conde de Sortelha, por carta régia de 22 de julho de 1527. Fê-lo, porém, com a importante e significativa ressalva de só o autorizar a usar o título de conde "depois de passados cinco anos cumpridos, que se começarão a contar da feitura desta carta".
Carlos V agradeceria a D. João III, em carta escrita de Bruxelas em 22 de outubro de 1531 (e publicada por Frei Luís de Sousa, em seus "Anais de D. João III"), a atenção que o soberano luso tivera pelo seu recomendado; mas em termos objetivos a mercê do título de conde acabou por funcionar como uma espécie de disfarce para a queda em desgraça definitiva de Luís da Silveira na corte de D. João III.
Luís da Silveira nunca mais voltou à corte, e no seu retiro em Góis morreu, no ano de 1533.

## Estátua orante
Foi sepultado em notável túmulo renascentista, com estátua orante, do lado do Evangelho da capela-mor da Igreja Matriz de Góis, a vila que era a sede do seu antiquíssimo senhorio, doado em agosto de 1142 pelo infante D. Afonso Henriques e sua mãe Dona Teresa à antepassada de D. Luís da Silveira, D. Aniara da Estrada.
O túmulo encontra-se em arco embutido na parede, e no lado epístolo encontram-se mais 2 túmulos, em arcos inseridos em moldura, sabendo-se que um deles é de Gomes Martins de Lemos, senhor de Oliveira do Conde e também (jure uxoris) de Góis, trisavô de D. Luís da Silveira.
A estátua orante de D. Luís da Silveira é contemporânea e de estilo artístico muito semelhante à estátua do seu parente, Duarte de Lemos, 3.º senhor da Trofa, no chamado Panteão dos Lemos.

## Casamento e descendência
Do seu casamento com a acima referida D. Beatriz de Noronha teve geração, na qual se destacaram os seguintes filhos:
- D. Diogo da Silveira, 2.º conde da Sortelha, casado com D. Maria de Meneses (irmã do 1.º conde de Matosinhos); com geração.
- D. Gonçalo da Silveira, mártir jesuíta, referido n´«Os Lusíadas».

## Família[6]
|  |                                                    |  |  |  |  |  |  |  |  |  |  |  |  |
|  | 8. Nuno Martins da Silveira, Escrivão da puridade  |  |  |  |  |  |  |  |  |  |  |  |  |
|  |                                                    |  |  |  |  |  |  |  |  |  |  |  |  |
|  |                                                    |  |  |  |  |  |  |  |  |  |  |  |  |
|  | 4. Diogo da Silveira, Escrivão da puridade         |  |  |  |  |  |  |  |  |  |  |  |  |
|  |                                                    |  |  |  |  |  |  |  |  |  |  |  |  |
|  |                                                    |  |  |  |  |  |  |  |  |  |  |  |  |
|  | 9. Leonor Falcão                                   |  |  |  |  |  |  |  |  |  |  |  |  |
|  |                                                    |  |  |  |  |  |  |  |  |  |  |  |  |
|  |                                                    |  |  |  |  |  |  |  |  |  |  |  |  |
|  | 2. Nuno Martins da Silveira, 15.º senhor de Góis   |  |  |  |  |  |  |  |  |  |  |  |  |
|  |                                                    |  |  |  |  |  |  |  |  |  |  |  |  |
|  |                                                    |  |  |  |  |  |  |  |  |  |  |  |  |
|  | 10. Fernão Gomes de Lemos, 13.º senhor de Góis     |  |  |  |  |  |  |  |  |  |  |  |  |
|  |                                                    |  |  |  |  |  |  |  |  |  |  |  |  |
|  |                                                    |  |  |  |  |  |  |  |  |  |  |  |  |
|  | 5. D. Brites de Lemos, senhora de Góis             |  |  |  |  |  |  |  |  |  |  |  |  |
|  |                                                    |  |  |  |  |  |  |  |  |  |  |  |  |
|  |                                                    |  |  |  |  |  |  |  |  |  |  |  |  |
|  | 11. D. Leonor da Cunha                             |  |  |  |  |  |  |  |  |  |  |  |  |
|  |                                                    |  |  |  |  |  |  |  |  |  |  |  |  |
|  |                                                    |  |  |  |  |  |  |  |  |  |  |  |  |
|  | 1. D. Luís da Silveira                             |  |  |  |  |  |  |  |  |  |  |  |  |
|  |                                                    |  |  |  |  |  |  |  |  |  |  |  |  |
|  |                                                    |  |  |  |  |  |  |  |  |  |  |  |  |
|  | 12. Aires Gomes da Silva, senhor de Vagos          |  |  |  |  |  |  |  |  |  |  |  |  |
|  |                                                    |  |  |  |  |  |  |  |  |  |  |  |  |
|  |                                                    |  |  |  |  |  |  |  |  |  |  |  |  |
|  | 6. Fernão Teles de Meneses, senhor de Unhão        |  |  |  |  |  |  |  |  |  |  |  |  |
|  |                                                    |  |  |  |  |  |  |  |  |  |  |  |  |
|  |                                                    |  |  |  |  |  |  |  |  |  |  |  |  |
|  | 13. D. Brites de Meneses                           |  |  |  |  |  |  |  |  |  |  |  |  |
|  |                                                    |  |  |  |  |  |  |  |  |  |  |  |  |
|  |                                                    |  |  |  |  |  |  |  |  |  |  |  |  |
|  | 3. D. Maria de Vilhena                             |  |  |  |  |  |  |  |  |  |  |  |  |
|  |                                                    |  |  |  |  |  |  |  |  |  |  |  |  |
|  |                                                    |  |  |  |  |  |  |  |  |  |  |  |  |
|  | 14. Martim Afonso de Melo, alcaide-mor de Olivença |  |  |  |  |  |  |  |  |  |  |  |  |
|  |                                                    |  |  |  |  |  |  |  |  |  |  |  |  |
|  |                                                    |  |  |  |  |  |  |  |  |  |  |  |  |
|  | 7. D. Maria de Vilhena                             |  |  |  |  |  |  |  |  |  |  |  |  |
|  |                                                    |  |  |  |  |  |  |  |  |  |  |  |  |
|  |                                                    |  |  |  |  |  |  |  |  |  |  |  |  |
|  | 15. D. Margarida Manuel de Vilhena                 |  |  |  |  |  |  |  |  |  |  |  |  |
|  |                                                    |  |  |  |  |  |  |  |  |  |  |  |  |
|  |                                                    |  |  |  |  |  |  |  |  |  |  |  |  |